# Pomacanthus sexstriatus
Pomacanthus sexstriatus е вид бодлоперка от семейство Pomacanthidae. Видът не е застрашен от изчезване.

## Разпространение и местообитание
Разпространен е в Австралия, Вануату, Виетнам, Индонезия, Камбоджа, Малайзия, Мианмар, Микронезия, Нова Каледония, Палау, Папуа Нова Гвинея, Провинции в КНР, Сингапур, Соломонови острови, Тайван, Тайланд, Филипини, Шри Ланка и Япония.
Обитава крайбрежията на океани, морета, лагуни и рифове. Среща се на дълбочина от 2,1 до 60 m, при температура на водата от 24,8 до 29,2 °C и соленост 33,8 – 35,4 ‰.

## Описание
На дължина достигат до 46 cm.
Популацията на вида е стабилна.